# Reanne Evans
Reanne Evans (Dudley, 25 de octubre de 1985) es una jugadora de snooker inglesa.

## Biografía
Nació en la ciudad inglesa de Dudley en 1985. Es jugadora profesional de snooker desde 2010, y participa tanto en el circuito femenino como en el masculino. Ha ganado el Campeonato Mundial de Snooker Femenino en doce ocasiones: 2005, 2006, 2007, 2008, 2009, 2010, 2011, 2012, 2013, 2014, 2016 y 2019. No ha logrado, hasta la fecha, hilar ninguna tacada máxima, y la más alta de su carrera está en 118.